# 小文公乡
小文公乡是中华人民共和国内蒙古自治区包头市达尔罕茂明安联合旗下辖的一个乡。
2012年1月20日，内蒙古自治区人民政府批复同意从石宝镇划出部分区域，设置小文公乡，辖大井、黄合少、厂汉、拉兑九、西圪旦、西拐子、腮林、小文公、波罗图9个村，驻西圪旦。

## 行政区划
小文公乡下辖以下村级行政区划单位：
黄合少村、大井村、西拐子村、西圪旦村、厂汉村、拉兑九村、小文公村、腮林村和菠萝图村。